# Nicolau de Pròixida i Carròs
Nicolau de Pròixida i Carròs (? - ?, 1382) fou un alt funcionari reial.
Va esser el segon fill d'Olf de Pròixida i d'Estefania Carròs. Es creu que va anomenar-se d'aquesta forma per ser l'hereu de la seva mare o del seu oncle Nicolau Carròs, qui el va nomenar hereu de diverses viles a Sardenya (1347).
Quan el seu germà Joan va decidir seguir la carrera eclesiàstica, ell va rebre tot el patrimoni familiar.
Casat amb Elvira de Centelles, tingué per fills Olf II de Pròixida i de Centelles, Gilabert de Pròixida i de Centelles, Nicolau de Pròixida i de Centelles i Joan III de Pròixida i de Centelles (mort el 1449), ardiaca d'Elna i després, secularitzat, conseller reial i camarlenc de la reina Maria, que jurà les treves amb Castella (1430).
Fou distingit per la seva lluita contra l'intent de Du Guesclin d'entrar al Regne de València en l'anomenada Guerra de Castella. Va lluitar contra el jutge d'Arborea (1376) a Sardenya.
Fou governador d'Oriola. Va prendre part de les reunions de Calataiud, on es tractaren qüestions del Cisma (1380).